# Джордж Гров
Джордж Гров (Sir George Grove, 13 серпня 1820 — 28 травня 1900) — англійський музичний письменник, найбільш відомий завдяки своєму Музичному словнику.
Розпочинав кар'єру як цивільний інженер, в 1841 і 1845 працював на будівництвах Вест-Індії. У 1849 став секретарем Товариства мистецтв (Society of Arts), а 1852 — Кришталевого палацу, де глибоко зацікавився музикою. З 1868 по 1883 роки Ґроув видавав журнал «Macmillan's Magazine», паралельно створив ряд статей присвячених Бетховену, Мендельсону та Шуберту.
Його кульмінаційною працею став Музичний словник Грова (Grove Dictionary of Music and Musicians), чотири томи якого вийшли протягом 21 року починаючи від 1878 до 1899. Цей словник неодноразово оновлювався і перевидавався після смерті автора і вважається одним з найпрестижніших фахових видань донині.
Окрім музичних праць, Ґроув також зробив внесок у «Біблійний словник» (Dictionary of the Bible), а також сприяв заснуванню Фонду дослідження Палестини (Palestine Exploration Fund)